# Кулиева, Мая
Мая (Мамаджан) Кулиева (туркм. Maýa Kulyýewa; 1 мая 1920, аул Безмеин, Туркестанская АССР, РСФСР — 27 апреля 2018, Ашхабад, Туркменистан) — советская, туркменская оперная певица (сопрано), актриса. Герой Туркменистана (2008). Народная артистка СССР (1955).

## Биография
Родилась в ауле Безмеин (ныне в черте Ашхабада, Туркменистан).
Рано потеряла родителей. Воспитывалась в детском доме.
В 1936—1938 годах училась в женском педагогическом училище. Её подругой по училищу была А. Аннакулиева, впоследствии известная певица, народная артистка СССР.
Летом 1937 года выступила на Республиканском смотре художественной самодеятельности в Ашхабаде с песней «Гарибым», после чего была рекомендована для учёбы на туркменском отделении Московской консерватории, где и училась в 1938—1941 годах вместе с В. Мухатовым, А. Кулиевым и Х. Аллануровым, впоследствии народными артистами СССР.
С 1941 года — оперная певица, солистка Туркменского театра оперы и балета им. Махтумкули (ныне Национальный музыкально-драматический театр имени Махтумкули) (Ашхабад), в 1992—2001 годах — главный режиссёр, режиссёр-постановщик театра. Выступала на сцене Большого театра в Москве.
Первая туркменская исполнительница европейского оперного репертуара. Также выступала на концертах и снималась в кино.
После смерти первого президента Туркменистана С. Ниязова в 2006 году и начала возрождения оперного искусства в стране ставила в театре оперные спектакли, в том числе «Шасенем и Гариб» А. Шапошникова и Д. Овезова и «Лейли и Меджнун» Ю. Мейтуса и Д. Овезова. С 2010 года — драматическая актриса Национального музыкально-драматического театра имени Махтумкули.
Депутат Верховного Совета Туркменской ССР 2-4-го созывов (заместитель председателя ВС Туркменской ССР (1955—1958)). Член ЦК КП Туркмении (1954—1959).
Скончалась Мая Кулиева в Ашхабаде 27 апреля (по другим источникам — 28 апреля) 2018 года. Похоронена на кладбище в посёлке (жилой массив) Чоганлы, в северной части Ашхабада.

### Семья
- Муж — Ходжа-Дурды Аннаев (1918—2000), оперный певец, солист Туркменского театра оперы и балета имени Махтумкули. Народный артист Туркменской ССР (1964)[7].
- Дочь — Махым Аннаева (р. 1942), доцент кафедры русской филологии Туркменского государственного университета
- Сын — Батыр Аннаев (1949—2006)
- Внучка — Лейла Аннаева (р. 1970), кандидат медицинских наук, директор косметологической клиники Masterliness (Киев, Украина).

## Награды и звания
- Герой Туркменистана (2008) — за особо выдающиеся заслуги перед независимым, постоянно нейтральным государством и его отважным народом, большой личный вклад в развитие национальной культуры и искусства, огромные творческие успехи, большую работу по воспитанию молодого поколения[8]
- Заслуженная артистка Туркменской ССР (1943)
- Народная артистка Туркменской ССР (1952)[9]
- Народная артистка СССР (1955) — за выдающиеся заслуги в развитии советского искусства и в связи с декадой туркменской литературы и искусства в гор. Москве[10]
- Орден Ленина
- Орден Трудового Красного Знамени
- Орден Дружбы народов (1980) — за заслуги в развитии советского музыкального искусства[11]
- Орден «Знак Почёта»
- Медаль «20 лет Независимости Туркменистана»
- Медаль «25 лет Независимости Туркменистана»
- Медаль «Махтумкули Фраги»
- Медаль «Garaşsyz, Baky Bitarap Türkmenistan»
- Лауреат конкурса Президента Туркменистана «Türkmeniň Altyn asyry» (2007).

## Оперные партии
- 1941 — «Зохре и Тахир» А. Шапошникова и В. Мухатова — Зохре и Махым
- 1964 — «Сона» А. Агаджикова — Сона
- «Шасенем и Гариб» А. Шапошникова и Д. Овезова — Шасенем
- «Айна» А. Шапошникова и Д. Овезова — Айна
- «Юсуп и Ахмет» А. Кулиева и Б. Шехтера
- «Абадан» Ю. Мейтуса и А. Кулиева — Абадан
- «Лейли и Меджнун» Ю. Мейтуса и Д. Овезова — Лейли
- «Роза и соловей» А. Шапошникова — Гунчаби
- «Царская невеста» Н. Римского-Корсакова — Марфа
- «Евгений Онегин» П. Чайковского — Татьяна
- «Фауст» Ш. Гуно — Маргарита
- «Мадам Баттерфляй» Дж. Пуччини — Чио-Чио-сан
- «Кармен» Ж. Бизе — Микаэла
- «Паяцы» Р. Леонкавалло — Недда

## Фильмография
- 1945 — Волшебный кристалл (музыкальный фильм)
- 1954 — Сын пастуха — Шекер, актриса оперного театра
- 1979 — Время по солнцу — мать Бахар
- 1993 — Личная жизнь королевы